# مرغ باران اولسون
مرغ باران اولسون (نام علمی: Bulweria bifax) نام یک گونه منقرض‌شده از تیره کبوتردریاییان است.